# 亞洲運動會印度尼西亞代表團
印度尼西亞於1951年首次參與亞洲運動會。該國是七個參加過所有亞運會的國家中的其中之一。

## 主辦
印尼首都雅加達曾分別於1962年及2018年兩度主辦亞洲運動會。